# Siegfried Schulz (Major)
Siegfried Schulz (* 29. Dezember 1870 in Schwedt/Oder; † Dezember 1942 in Berlin-Lankwitz) war ein deutscher Oberst und militärischer Führer des nach ihm benannten „Freikorps Schulz“.

## Leben
Der Kaufmannssohn Siegfried Schulz begann seine militärische Karriere 1890 als Fahnenjunker beim Infanterie-Regiment „Herzog von Holstein“ (Holsteinisches) Nr. 85 der Preußischen Armee in Rendsburg. Als Hauptmann war er zunächst Adjutant bei der 33. Infanterie-Brigade in Altona, bevor er 1910 als Kompaniechef im 7. Thüringischen Infanterie-Regiment Nr. 96 in Gera diente. 1913 erfolgte die Beförderung zum Major und damit verbunden die Versetzung zum 5. Lothringischen Infanterie-Regiment Nr. 144 nach Metz.
Mit Ausbruch des Ersten Weltkriegs übernahm er 1914 das Metzer Infanterie-Regiment Nr. 98. Im Januar 1918 wurde Schulz zum Kommandeur des Reserve-Infanterie-Regiments Nr. 219 ernannt und übernahm nach der Verschmelzung mit dem in Mülheim an der Ruhr beheimateten 8. Lothringischen Infanterie-Regiment Nr. 159 auch dessen Führung. 
Mit der Kapitulation Deutschlands im November 1918 und der Festsetzung des Versailler Vertrags (1919), der eine drastische Reduzierung der Reichswehr vorsah, gründete Siegfried Schulz mit seinen freigesetzten Soldaten das etwa 1000-Mann-starke „Freikorps Schulz“. Diese paramilitärische Einheit, die auch unter dem Namen „Treubund“ firmierte, engagierte sich bei der Niederschlagung von Massenstreiks an Rhein und Ruhr, der Unterstützung des Kapp-Putsches (1920) sowie beim Widerstand gegen die französisch-belgische Besetzung des Ruhrgebiets (Ruhrkampf).
Am 27. August 1939, dem sogenannten Tannenbergtag, erhielt Siegfried Schulz den Charakter als Oberst verliehen.

## Schriften
- Ein Freikorps im Industrie-Gebiet. Selbstverlag, Mülheim (Ruhr) 1922.

## Weitere Quellen
- Nationalzeitung vom 20. Dezember 1942
- Mülheimer Zeitung vom 27. Dezember 1942
- Mülheimer Woche vom 28. Januar 1993

| Personendaten    | Personendaten                        |
| ---------------- | ------------------------------------ |
| NAME             | Schulz, Siegfried                    |
| KURZBESCHREIBUNG | deutscher Oberst und Freikorpsführer |
| GEBURTSDATUM     | 29. Dezember 1870                    |
| GEBURTSORT       | Schwedt/Oder                         |
| STERBEDATUM      | Dezember 1942                        |
| STERBEORT        | Berlin                               |